# 關內道 (高麗)

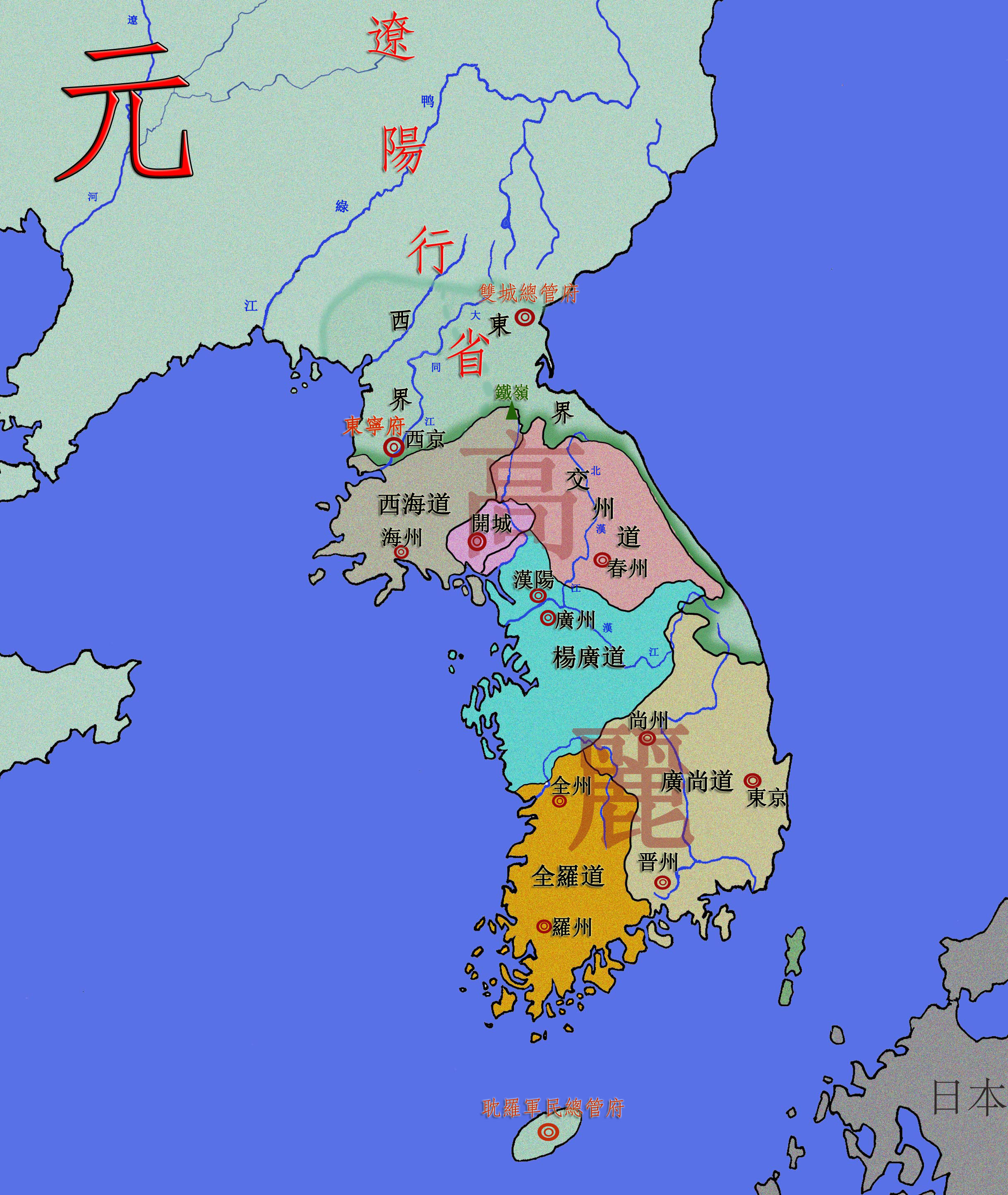
高麗行政區劃

关内道是高丽成宗十四年（995年）设立的道。以开城王京为中心，东部为“关内东道”，西部为关内西道。高丽中期先后改为杨广道与西海道。其范围相当于今天朝鲜民主主义人民共和国的黄海南道、黄海北道以及大韩民国的京畿道。

## 历史
- 高丽太祖王建把京都開城府（开城）钦定为首都之后，开城地区附近被称为京畿。
- 公元995年（高丽成宗14年间）开京周围设了六赤县和七畿县。成宗王时期，实施全国10道制，京畿被称为关内道。
- 公元1018年（高丽显宗9年间），把赤县、畿县所在的王都外围地区统称为“京畿”。
- 公元1029年（高丽显宗时期），改称楊廣道，将开城及附近13县纳入中央直辖，称为京畿道。
- 公元1069年（高丽文宗23年间），京畿从杨广、交州、西海道划归了39个县并增加了13个县，扩充到共52个县。不久后，京畿地区复又缩小，恢复到了高丽显宗时代的规模。
- 公元1390年（高丽恭让王2年间），京畿被扩大为1069年（高丽23年间）的规模，广布于44个县，首次跃升为一个道级行政组织。这时候，京畿道被分为京畿右道和京畿左道。

- 公元1402年（朝鲜太宗时期），全国实施8道制，这里称为京畿道。